# Aalborg Kommune (1970-2006)
Aalborg Kommune i Nordjyllands Amt blev dannet ved kommunalreformen i 1970. Ved strukturreformen i 2007 blev den nuværende Aalborg Kommune dannet ved at Nibe Kommune, Hals Kommune og Sejlflod Kommune blev indlemmet i den.

## Aalborg Købstad
I 1945 havde Aalborg Købstad 60.880 indbyggere. Med forstæderne Nørre Tranders (12.603) og Hasseris (7.601) blev det 81.084 indbyggere. Nørre Tranders sognekommune med Nørre Tranders Sogn og Vejgaard Sogn blev i 1950 indlemmet i købstaden.

## Nørresundby Købstad
Nørresundby købstad blev 1. april 1968 lagt sammen med sin forstad til Nørresundby Kommune:
| Kommune             | Folketal september 1965 |
| ------------------- | ----------------------- |
| Nørresundby Købstad | 10.118                  |
| Sundby-Hvorup       | 13.401                  |
| I alt               | 23.519                  |

## Kommunalreformen
Begrebet købstad mistede sin betydning ved kommunalreformen. Her blev de 2 købstadkommuner og 11 sognekommuner lagt sammen til Aalborg Kommune:
| Kommune                        | Folketal 1. januar 1970 | Byer (ekskl. Aalborg og Nørresundby)  |
| ------------------------------ | ----------------------- | ------------------------------------- |
| Aalborg                        | 82.339                  |                                       |
| Nørresundby                    | 23.341                  |                                       |
| Ellidshøj-Svenstrup            | 3.528                   | Ellidshøj og Svenstrup                |
| Ferslev-Dall-Volsted           | 1.860                   | Ferslev og Dall Villaby               |
| Gunderup-Nøvling               | 4.857                   | Fjellerad, Vaarst, Gistrup og Nøvling |
| Hasseris                       | 13.836                  |                                       |
| Horsens-Hammer                 | 6.040                   | Langholt, Grindsted og Uggerhalne     |
| Nørholm                        | 586                     | Nørholm                               |
| Romdrup-Klarup                 | 2.077                   | Klarup                                |
| Sulsted-Ajstrup (størstedelen) | 5.013                   | Sulsted, Vestbjerg og Tylstrup        |
| Sønderholm-Frejlev             | 2.755                   | Sønderholm og Frejlev                 |
| Sønder Tranders                | 3.375                   |                                       |
| Vadum                          | 2.529                   | Vadum                                 |
| I alt                          | 152.136                 |                                       |

Hertil kom en mindre del af Øster Hornum Sogn i Støvring Kommune. Ajstrup Sogn afgav derimod 16 matrikler i Store Vildmose til Brønderslev Kommune.

## Sogne
Aalborg Kommune bestod af følgende sogne:
Fra Fleskum Herred:
- Ansgars Sogn
- Budolfi Sogn
- Dall Sogn
- Ferslev Sogn
- Gunderup Sogn
- Hans Egedes Sogn
- Klarup Sogn
- Margrethe Sogn
- Nørre Tranders Sogn
- Nøvling Sogn
- Romdrup Sogn
- Rørdal Sogn
- Sankt Markus Sogn
- Skalborg Sogn
- Sønder Tranders Sogn
- Vejgaard Sogn
- Vesterkær Sogn
- Volsted Sogn
- Vor Frelsers Sogn

Fra Hornum Herred:
- Ellidshøj Sogn
- Frejlev Sogn
- Hasseris Sogn
- Nørholm Sogn
- Svenstrup Sogn
- Sønderholm Sogn

Fra Kær Herred:
- Ajstrup Sogn
- Hammer Sogn
- Horsens Sogn
- Hvorup Sogn
- Lindholm Sogn
- Nørresundby Sogn
- Sulsted Sogn
- Vadum Sogn

## Borgmestre[5]
| Periode   | Navn              | Parti             |
| --------- | ----------------- | ----------------- |
| 1970-1981 | Marius Andersen   | Socialdemokratiet |
| 1981-1998 | Kaj Kjær          | Socialdemokratiet |
| 1998-2006 | Henning G. Jensen | Socialdemokratiet |

## Valgresultater
| 17 | 2 | 8 |  | 3 |

| 28 |

| 17 |  | 5 |  |  |  | 3 | 2 |

| 27 |

| 17 |  | 5 |  |  | 3 | 2 |  |

| 26 | 5 |

| 11 |  | 5 |  | 2 |  | 3 |  | 6 |

| 24 | 7 |

| 14 | 6 | 5 | 3 | 3 |

| 22 | 9 |

| 14 |  | 6 | 4 | 3 | 2 |  |

| 19 | 12 |

| 14 |  | 5 | 3 | 7 |  |

| 22 | 9 |

| 16 |  | 4 | 2 |  | 7 |

| 21 | 10 |

| 12 |  | 3 | 3 |  | 2 | 9 |

| 20 | 11 |